# Diospyros digyna
Diospyros digyna – gatunek drzewa owocowego z rodziny hebankowatych. Pochodzi z Ameryki Środkowej i północnego końca Ameryki Południowej (Kolumbia). Jest uprawiany również w innych krajach Ameryki Środkowej i Południowej. 

## Nazewnictwo
Dla określenia tego gatunku używana jest czasami nazwa czarne sapote (hiszp. zapote negro). W piśmiennictwie jednak gatunek ten nie ma nazwy polskiej. "Słownik roślin użytkowych" S. Podbielkowskiego wymienia inne gatunki rodzaju Diospyros pod polską nazwą hurma, zaznaczając równocześnie, że używana dla ich określenia w niektórych źródłach nazwa hebanowiec jest nieprawidłowa. 

## Morfologia
Drzewo wieczniezielone osiągające wysokość do 25 m. Liście podłużne, elipsowate, do 30 cm długości. Owoce to jagoda o średnicy 5 do 10 cm, dojrzałe w kolorze zielonkawo-żółtym, miąższ miękki, brązowy. 

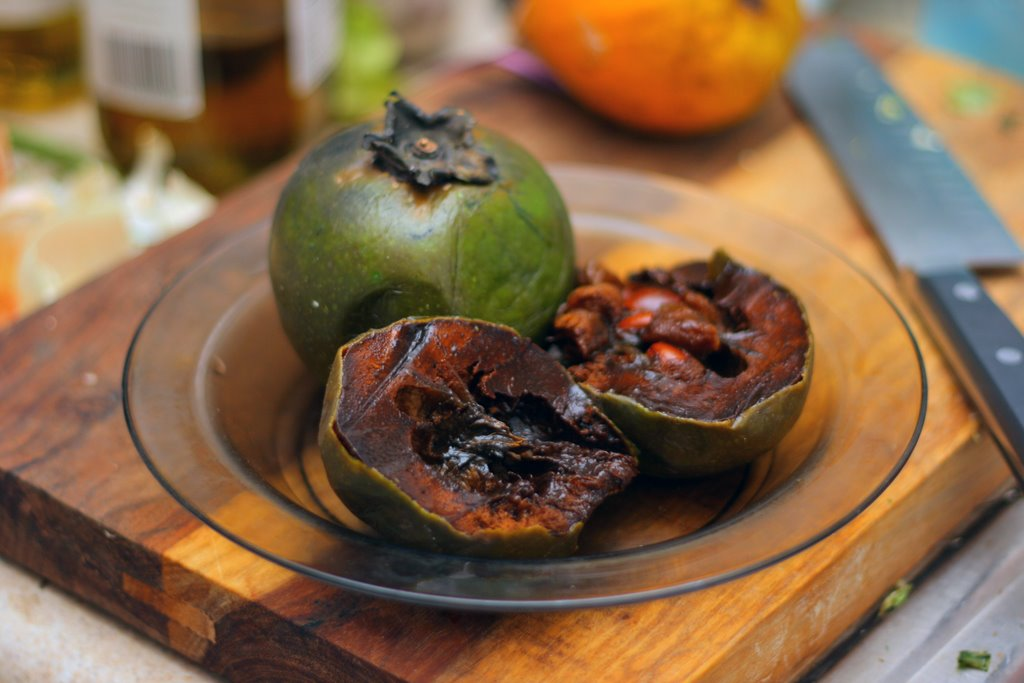
Przekrojony owoc